# Tmeticus
Tmeticus es un género de arañas araneomorfas de la familia Linyphiidae. Se encuentra en la zona holártica.

## Lista de especies
Según The World Spider Catalog 12.0:
- Tmeticus affinis (Blackwall, 1855)
- Tmeticus neserigonoides Saito & Ono, 2001
- Tmeticus nigerrimus Saito & Ono, 2001
- Tmeticus nigriceps (Kulczynski, 1916)
- Tmeticus ornatus (Emerton, 1914)
- Tmeticus tolli Kulczynski, 1908
- Tmeticus vulcanicus Saito & Ono, 2001